# Unión Deportiva Valdez
Unión Deportiva Valdez, más conocida como U. D. Valdez, fue un equipo de fútbol que perteneció a la ciudad de Milagro jugó sus encuentros en el Estadio Los Chirijos de esa misma ciudad, tras su ascenso en la campaña de 1951 participaría en el Campeonato de Guayaquil en la cual su primera participación alcanzaría el 5° puesto, En 1953 y 1954 conquistó el primer bicampeonato del balompié profesional de Asoguayas. El equipo azucarero desaparecería del futbol ecuatoriano a inicios de 1959. 
Entre sus jugadores más destacados consta Gastón Canilla Navarro, marcador lateral o centro-campista que jugó todo el ciclo de UDV entre 1951 y 1958. Francisco Rengifo centró delantero. Rengifo dejó una huella muy profunda en Valdez. Era centro delantero. Tenía una técnica exquisita, era astuto, oportuno y gran cabeceador. Con goles contribuyó a ganar los títulos de 1953 y 1954. Carlos Serrado central y marcador izquierdo, ambos estuvieron en el equipo bicampeón del 53 y 54. Algunos otros jugadores famosos del club están: Alfredo Bonnard, Carlos Cañola, Carlos "Titán" Altamirano, Isidro Matute, Juventino Tapia, el peruano Jorge Otoya, Honorato Gonzabay, Julio Caisaguano y César "Veinte mil" Solórzano entre otros nombres gloriosos del los albores del fútbol profesional del Ecuador.

## Historia
El club fue fundado en 1915 por ejecutivos, empleados y obreros del ingenio azucarero Valdez.
En 1951 Edmundo Valdez Murillo, Adolfo Klaere, José Dáger y Julio Mendoza decidieron incursionar en el profesionalismo y en 1952 el club llegó a la primera división. Con el refuerzo de jugadores argentinos Eduardo Spandre, Jorge Caruso, Juan Deleva y Oswaldo Citadella, al mismo hiempo empezaron a brillar cracks surgidos de la cantera milagreña como Honorato Gonzabay, Carlos Serrado, Leonardo Mondragón, Gastón Navarro, Fausto Villacís, Julio Caisaguano y Segundo Viteri.

## Partidos históricos
| Fecha                  | Rival                      | Resultado | Ciudad    |
| ---------------------- | -------------------------- | --------- | --------- |
| 7 de diciembre de 1952 | Club Universidad de Bogotá | 2:1       | Guayaquil |
| 12 de agosto de 1954   | Botafogo                   | 2:2       | Guayaquil |
| 24 de marzo de 1955    | Danubio                    | 1:4       | Guayaquil |

## Palmarés

### Torneos nacionales
| Competición              | Títulos | Subcampeonatos |
| ------------------------ | ------- | -------------- |
| Serie B de Ecuador (0/1) |         | 1978-I.        |

### Torneos provinciales
| Competición                         | Títulos     | Subcampeonatos |
| ----------------------------------- | ----------- | -------------- |
| Segunda Categoría del Guayas (0/1)  |             | 1971.          |
| Campeonato de Fútbol del Guayas (2) | 1953, 1954. |                |